# Britta Engelhardt
Britta Engelhardt (* 28. Dezember 1962 in Stuttgart) ist eine deutsche Biologin, Professorin für Immunbiologie und Direktorin des Theodor-Kocher-Instituts an der Universität Bern. Ihr Forschungsschwerpunkt ist die Biologie der Blut-Hirn-Schranke, insbesondere die dort auftretenden Entzündungen von Nervengewebe (Neuroinflammation) unter anderem im Kontext von Multipler Sklerose.

## Werdegang
Britta Engelhardt absolvierte von 1982 von 1987 ein Studium der Humanbiologie mit Schwerpunkt Immunologie an der medizinischen Fakultät der Universität Marburg. Aufgrund ihres Forschungsinteresses für Multiple Sklerose wechselte sie anschliessend nach Würzburg in eine klinische Forschungsgruppe, von wo aus sie mit ihrem Doktorvater Hartmut Wekerle nach München ans Max-Planck-Institut für Psychiatrie ging. Dort promovierte sie 1991 zum Dr. rer. physiol.
Während eines Postdoc-Aufenthaltes 1991 bis 1993 im Labor von Eugene C. Butcher an der Stanford University forschte sie zu Zelladhäsionsmolekülen, die über die Blut-Hirn-Schranke an der Rekrutierung von weissen Blutkörperchen beteiligt sind. Im Anschluss kam sie zurück nach Deutschland, wo sie nach einem kurzen Intermezzo an der Universität Tübingen von Ende 1993 bis 2001 am Max-Planck-Institut für Physiologische und Klinische Forschung in Bad Nauheim verschiedene Forschungsgruppen leitete. Ihre Lehrbefugnis für Immunologie und Zellbiologie erhielt sie 1998 an der medizinischen Fakultät der Universität Marburg, 1999 wurde sie auf eine C3-Stelle an ihrem Institut berufen.
2003 wurde sie als Professorin für Immunbiologie an die Universität Bern berufen, wo sie das Theodor-Kocher-Institut leitet.
Britta Engelhardt ist Präsidentin des Microscopy Imaging Centers der Universität Bern; sie gilt als Pionierin in der Anwendung der Intravitalmikroskopie zur Untersuchung der Mikrozirkulation des Rückenmarks an lebenden Mäusen. Für ihre Arbeit auf diesem Gebiet wurde sie 2001 von der Gesellschaft für Mikrozirkulation und vaskuläre Biologie mit dem Hermann-Rein-Preis ausgezeichnet. Sie ist Mitglied in diversen Fachgesellschaften; unter anderem ist sie Präsidentin der Swiss Society for Microcirculation and Vascular Research und des wissenschaftlichen Beirats der Schweizerischen Multiple Sklerose Gesellschaft.
Darüber hinaus engagiert sich Engelhardt als Präsidentin der Kommission für die Gleichstellung der medizinischen Fakultät und koordiniert das im EU-Projekt Horizon 2020 enthaltene Programm BtRAIN für akademische Nachwuchsförderung.
Sie ist verheiratet und lebt in Bern.
1. 1 2 3 4 5  Curriculum vitae. In: med.uni-magdeburg.de. Abgerufen am 28. März 2020 (englisch).
2. 1 2 3 4 5 6  Fluids and Barriers of the CNS. Abgerufen am 28. März 2020 (englisch).
3. 1 2 3 4  Wider die Bequemlichkeit. 14. Februar 2017, abgerufen am 28. März 2020.
4. ↑  Immunspezifische Interaktion von Ratten-Hirnkapillarendothelzellen mit syngenen Antigen-spezifischen T-Zellinien. (Dissertation). 1990.
5. ↑  Birgit Kolboske: Die Anfänge. Chancengleichheit in der Max-Planck-Gesellschaft, 1988–1998. Ein Aufbruch mit Hindernissen. (Preprint 2). Hrsg.: Florian Schmaltz, Jürgen Renn, Carsten Reinhardt und Jürgen Kocka. S. 105 (mpg.de [PDF] Fussnote 442).
6. ↑  Committee. Abgerufen am 28. März 2020.
7. ↑  Wissenschaftlicher Beirat. In: multiplesklerose.ch. Schweizerische Multiple Sklerose Gesellschaft, abgerufen am 29. März 2020.

| Personendaten    | Personendaten                     |
| ---------------- | --------------------------------- |
| NAME             | Engelhardt, Britta                |
| KURZBESCHREIBUNG | deutsche Biologin und Immunologin |
| GEBURTSDATUM     | 28. Dezember 1962                 |
| GEBURTSORT       | Stuttgart                         |